# Liz Cambage
Elizabeth „Liz“ Folake Cambage (* 18. August 1991 in London) ist eine australische Basketballspielerin.

## Karriere
Cambage kommt auf der Position des Centers zum Einsatz. In der australischen Women’s National Basketball League (WNBL) spielte sie 2007 für die Dandenong Rangers, 2007/2008 für das Australian Institute of Sport, von 2009 bis 2012 sowie 2017/2018 für die Bulleen bzw. Melbourne Boomers und 2020 für die Southside Flyers.
Sie wurde beim WNBA Draft 2011 an 2. Stelle von den Tulsa Shock ausgewählt, für die sie in den Saisons 2011 sowie 2013 in der nordamerikanischen Profiliga WNBA spielte. 2018 spielte sie für die Dallas Wings, 2019 und 2021 für die Las Vegas Aces und in der Saison 2022 für die Los Angeles Sparks.
In der chinesischen Profiliga Women’s Chinese Basketball Association (WCBA) stand sie bei den Vereinen Zhejiang Golden Bulls, Beijing Great Wall, Shanghai Swordfish und Shanxi Flame unter Vertrag.
Bei den Olympischen Spielen 2012 holte sie im Kader der australischen Nationalmannschaft die Bronzemedaille. Bei der Basketball-Weltmeisterschaft der Damen 2018 in Spanien holte sie die Silbermedaille für Australien.